# وندلسهایم
وندلسهایم (به آلمانی: Wendelsheim) یک شهر در آلمان است که در آلزی-ورمز واقع شده‌است. وندلسهایم ۱٬۴۳۲ نفر جمعیت دارد.

## نگارخانه

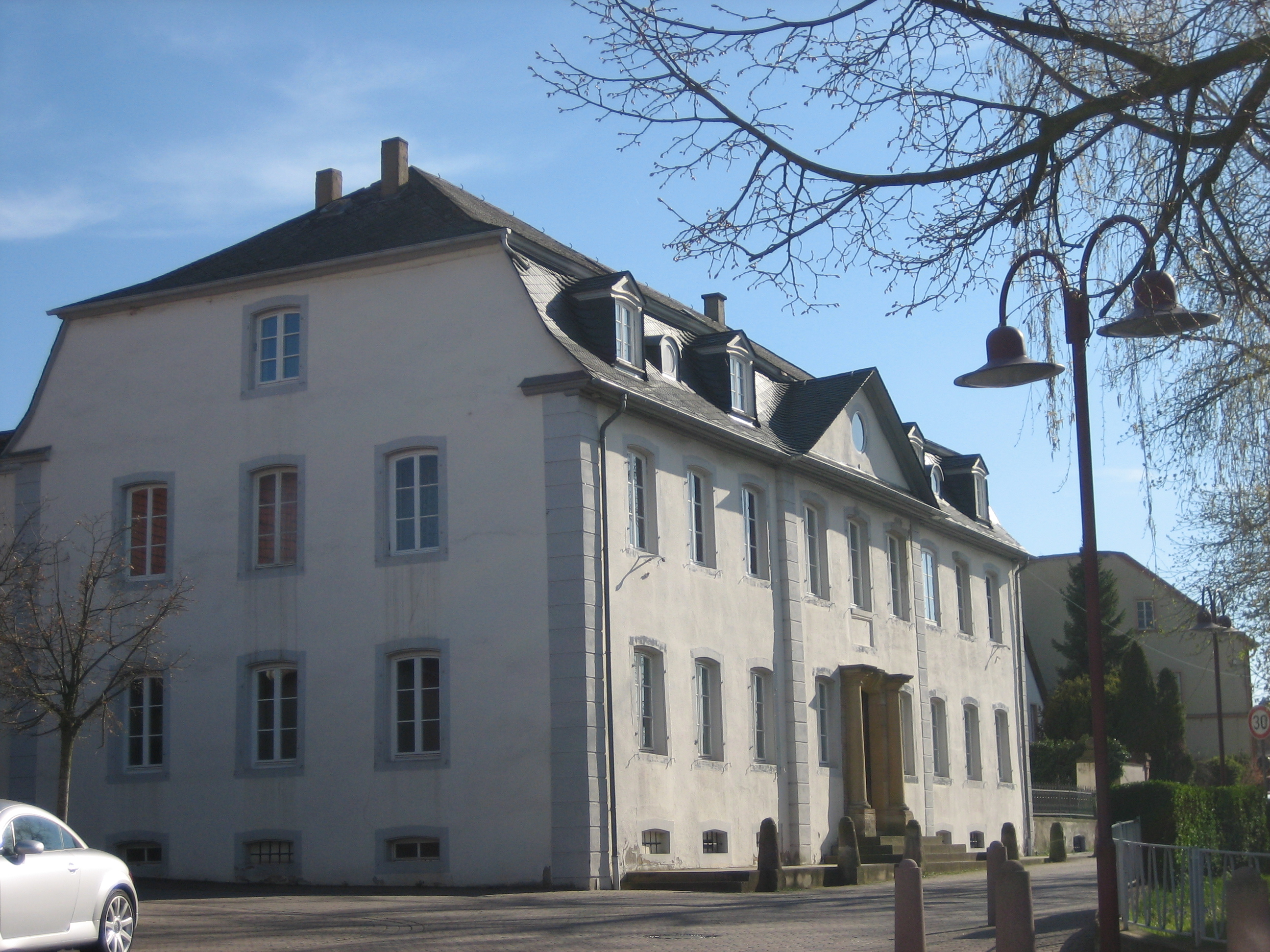
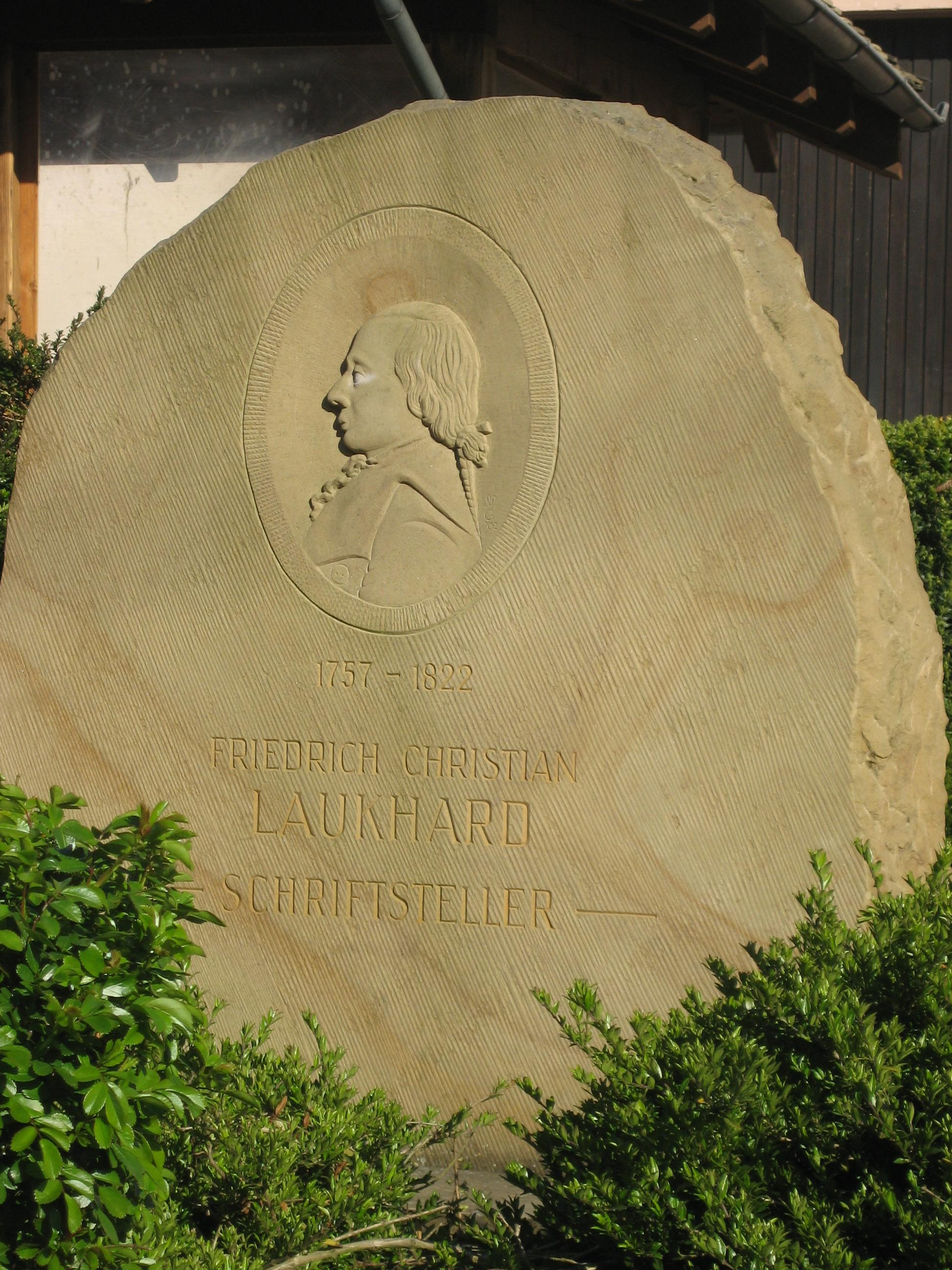